# Amazonka

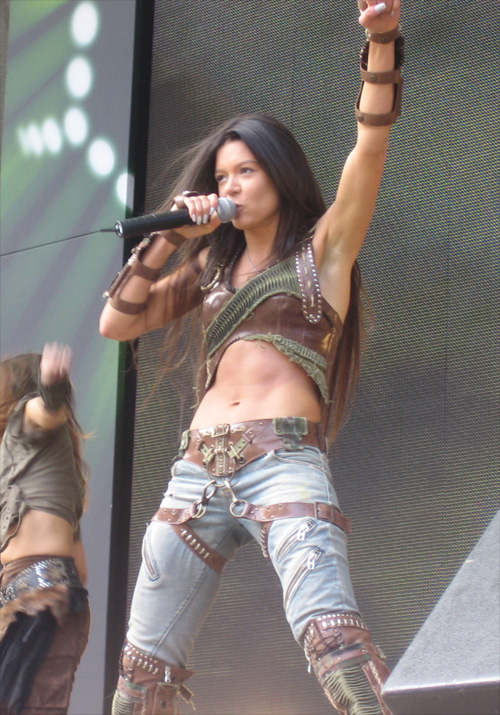
Ruslana

Amazonka (Oekraïens: Амазонка, De Amazone) is de titel van Ruslana's Oekraïenstalige album uit 2008 en zal worden uitgebracht in Oost-Europa, Duitsland, China en enkele andere landen.

## Afspeellijst
| Nr.          | Titel                       | Lengte |
| ------------ | --------------------------- | ------ |
| 1            | Dyka Enerhija               | 3:59   |
| 2            | Vidloennja mri              | 3:58   |
| 3            | My boedemo persji           | 3:24   |
| 4            | Ja jdoe za tobojoe          | 4:01   |
| 5            | Ty ziva (Syntetytsjna)      | 3:37   |
| 6            | Vohon' tsjy lid             | 2:55   |
| 7            | De ty moja ljoebov          | 3:40   |
| 8            | Dyki Anhel                  | 3:20   |
| 9            | Ne dlja prodazjoe           | 3:20   |
| 10           | Jak zmitny majboetj         | 3:35   |
| Bonusnummer: |                             |        |
| 11           | Moon of Dreams (ft. T-Pain) | 4:16   |

## Hitlijsten
| Land     | Hitlijst          | Hoogste notering |
| -------- | ----------------- | ---------------- |
| Oekraïne | UMKA Album Top 12 | 1                |
| Tsjechië | IFPI Album Top 50 | 29               |

## Singles
- Dyka Enerhija
- Vidloennja mri
- Vohon' tsjy lid

## Voetnoten
1. ↑  Cz Ifpi Charts. Cz Ifpi Charts.